# جون شامبيون
جون شامبيون (بالإنجليزية: Jon Champion)‏ هو صحفي ومعلق رياضي بريطاني، ولد في 23 مايو 1965 في هاروغيت في المملكة المتحدة.

## روابط خارجية
- جون شامبيون على موقع IMDb (الإنجليزية)